# Copa San Pedro
La Copa San Pedro es el torneo de fútbol amateur más antiguo del fútbol español, entre más de dos equipos. Se celebra anualmente al finalizar las ligas regulares entre los meses de mayo, junio y julio. Es indispensable que los equipos que la disputan sean una sociedad, asociación o club deportivo de Alicante. Consta de dos vías, la llamada capital y la provincia; en la primera compiten equipos de la ciudad de Alicante y en la segunda compiten equipos de la provincia de Alicante. Posteriormente el ganador de cada vía (capital y provincia), se enfrenta en la gran final, que es tradición que la arbitre un árbitro de prestigio nacional e internacional.

## Historia
La Copa San Pedro nació oficialmente en 1941 de la mano del Alicante Club de Fútbol y de su entonces presidente Vicente Duart Soler. El torneo adquiere su nombre porque en sus inicios se celebraba la final en el día de San Pedro. La intención no era otra que la de ser un torneo-cantera, para nutrir la plantilla de su equipo con jugadores que destacaban en el torneo veraniego. 1942 fue un año en blanco, para volver en 1943, colaborando desde ese año el semanario Deportes e inmediatamente después la Obra Sindical Educación y Descanso, hasta que Duart y el Alicante CF abandonaron, corriendo la responsabilidad de la organización por cuenta de Educación y Descanso que cesó en su empeño en 1973.
Tras el paréntesis desde 1974 hasta 1977 en que no se celebró el torneo, le sustituyó (aunque con menos popularidad) el Torneo de Sociedades, que se disputaba íntegro en la Ciudad Deportiva de Alicante y competían solo equipos de la ciudad de Alicante en su mayoría sociedades y clubes deportivos. En 1978 en plena Transición Española, reapareció la Copa San Pedro en el calendario futbolístico bajo la presidencia de José Luis Pamblanco Ayela, y la tutela de UCD de la mano de Luis Díaz Alperi. Así fue hasta que en el año 1983 la Caja de Ahorros Provincial de Alicante (CAPA) se hizo cargo del torneo. En 1987 Rafael Juan Ortiz, releva en la presidencia del comité organizador a Pamblanco. En 1992 la CAM y la Fundación CAM aportan el patrocinio necesario para celebrar el torneo, un año más tarde, en 1993, el Patronato Municipal de Deportes de Alicante asume la organización, tras suscribir un protocolo con la Asociación de la Prensa Deportiva de Alicante. Con este acuerdo el torneo se aseguró su continuidad al tener respaldo municipal, y es la Asociación de la Prensa Deportiva la que se encargará hasta nuestros días de su gestión. Es también en 1993 cuando Pascual Verdú Belda asume la presidencia del comité hasta 2001 en que Rafael Rodríguez de Gea se convierte en nuevo presidente del torneo hasta la actualidad.
La Copa San Pedro, de siempre ha contado con la colaboración de los redactadores deportivos que figuraron y figuran como miembros de los comités de competición y organizador. Desde sus comienzos hasta hace unos años, ha sido un escaparate importante de jugadores de equipos modestos que luego eran fichados principalmente por el Alicante CF y el Hércules CF, entre otros.

### Copa de Campeones
En los años 60 y 70, se disputó paralelamente otro torneo en la ciudad de Alicante, llamado Torneo Antorcha. Estaba organizado por Radio Alicante con el periodista Pascual Verdú Belda al frente de la organización. El Torneo Antorcha lo disputaban cuatro equipos en el Campo de La Viña, y el vencedor del torneo disputaba la Copa de Campeones contra el vencedor de la Copa San Pedro.

## La gran final
La gran final de la Copa San Pedro es un evento importante dentro del fútbol alicantino. Enfrenta al ganador de la final de la capital y al ganador de la final de la provincia. En los últimos años se viene disputando en el Estadio de Atletismo de Alicante y es dirigida por árbitros de prestigio nacional e internacional.Sin embargo, por diversas razones, en los últimos años los árbitros que han dirigido los encuentros de la copa San Pedro no son árbitros que pertenecen a la Federación de Fútbol de la Comunidad Valenciana. 
La final de la Copa San Pedro siempre ha atraído a gran afluencia de espectadores desde su creación en 1941 (ganada por el mítico Arenas de San Blas), de hecho, en años atrás la recaudación de la taquilla de la final suponía un importante montante para sufragar los gastos del torneo. Las finales se han disputado en las siguientes sedes: Estadio Bardín desde 1941 a 1962, Estadio La Viña desde 1963 a 1973, Ciudad Deportiva de San Vicente del Raspeig en 1978, Estadio de la Carretera de Villafranqueza en 1979, Estadio José Rico Pérez en 1980, Carretera de Villafranqueza en 1981, Estadio José Rico Pérez en 1982, Carretera de Villafranqueza de 1983 a 1986, en 1987 vuelve a ser escenario el Rico Pérez, 1988 Carretera de Villafranqueza, 1989 a 1992 en el José Rico Pérez, 1993 hasta 1995 en Estadio de la Carretera de Villafranqueza, en 1996 y 1997 en el Rico Pérez, de 1998 a 2001 en la Ciudad Deportiva de Alicante, y a partir de 2002 se viene celebrando en el Estadio de Atletismo de Alicante.